# Hyphessobrycon weitzmanorum
Hyphessobrycon weitzmanorum é uma espécie de peixe da família dos Caracídeos e da ordem dos caraciformes. Vivem em áreas de clima tropical, na América do Sul, mais especificamente, no Brasil.